# 利亚莫讷省
利亚莫讷省（法語：Département de Liamone）是法国历史上的一个省份，位于科西嘉岛南部与西部，以利亚莫讷河命名，省会阿雅克肖。 
利亚莫讷省成立于1793年，由涵盖了整个科西嘉岛的科西嘉省一分为二而来。1811年，利亚莫讷省与当时一同拆分而来的戈洛省合并，恢复原科西嘉省。
1976年，科西嘉省再次一分为二，分成了南科西嘉省与上科西嘉省，范围分别与原利亚莫讷省和原戈洛相当（唯一的例外是原属利亚莫讷省的尼奥洛（Niolo）地带，其被划至上科西嘉省）。